# 圖奧爾達峰
65°59′S 65°10′W / 65.983°S 65.167°W

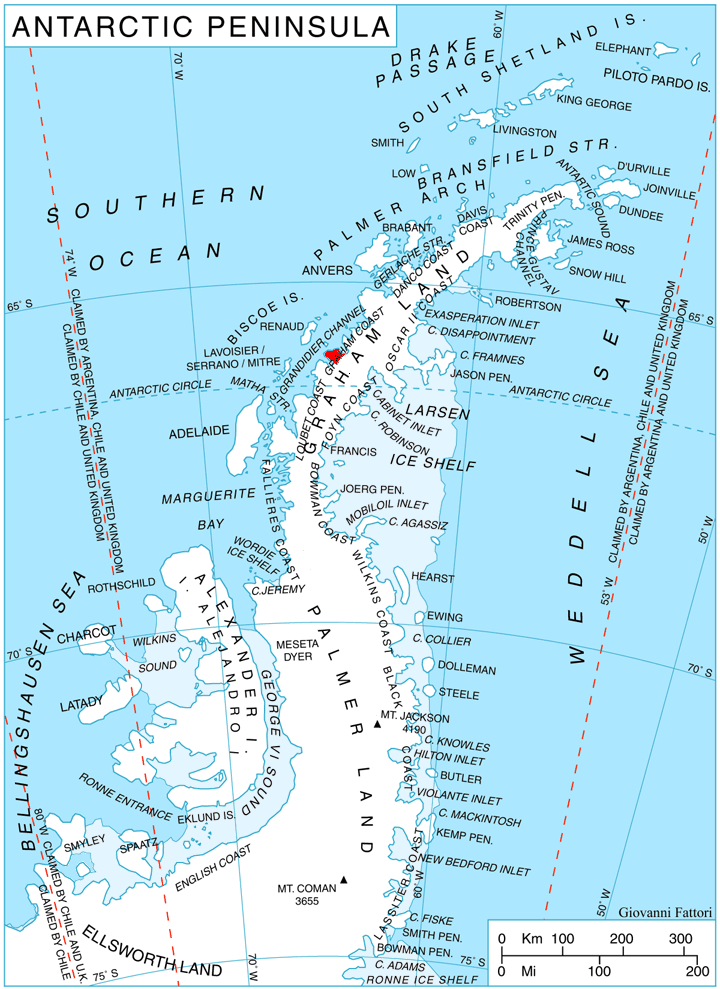

圖奧爾達峰（英語：Tuorda Peak）是南極洲的山峰，位於葛拉漢地的葛拉漢海岸，處於韋林格勒半島的費林角，海拔高度870米，現時由南極條約體系管理。

## 外部連結
- SCAR Composite Antarctic Gazetteer（页面存档备份，存于）.